# Чемпіонат України з боротьби 2022
Чемпіонат України з боротьби 2022 пройшов з 21 — 23 січня 2022 для борців та борчинь вільного стилю у київському Палаці спорту.

## Результати

### Чоловіки, вільний стиль
| Дисципліна | Золото                | Срібло                 | Бронза                    |
| ---------- | --------------------- | ---------------------- | ------------------------- |
| 57 кг      | Андрій Яценко (Квм)   | Каміль Керимов (Хрк)   | Владислав Абрамов (Квм)   |
| 57 кг      | Андрій Яценко (Квм)   | Каміль Керимов (Хрк)   | Георгій Казанджи (Од)     |
| 61 кг      | Тарас Маркович (Квм)  | Володимир Буруков (Од) | Валентин Григоришин (Чрв) |
| 61 кг      | Тарас Маркович (Квм)  | Володимир Буруков (Од) | Микита Абрамов (Квм)      |
| 65 кг      | Ерік Арушанян (Хрс)   | Василь Шуптар (Жт)     | Артем Кривенко (Пл)       |
| 65 кг      | Ерік Арушанян (Хрс)   | Василь Шуптар (Жт)     | Андрій Свирид (ІФ)        |
| 70 кг      | Вадим Цуркан (Кв)     | Максим Лавров (Хрс)    | Нарек Погосян (Кв)        |
| 70 кг      | Вадим Цуркан (Кв)     | Максим Лавров (Хрс)    | Микита Зубаль (Од)        |
| 74 кг      | Семен Радулов (Од)    | Тимур Гудима (Квм)     | Вадим Куриленко (Кв)      |
| 74 кг      | Семен Радулов (Од)    | Тимур Гудима (Квм)     | Зелімхан Тогузов (Квм)    |
| 79 кг      | Василь Михайлов (Од)  | Рустам Русуєв (Хм)     | Вадим Караваєв (Днц)      |
| 79 кг      | Василь Михайлов (Од)  | Рустам Русуєв (Хм)     | Адлан Батаєв (Хрк)        |
| 86 кг      | Мухаммед Алієв (Хрк)  | Хасан Закарієв (Од)    | Алфес Долідзе (Пл)        |
| 86 кг      | Мухаммед Алієв (Хрк)  | Хасан Закарієв (Од)    | Владислав Прус (Квм)      |
| 92 кг      | Денис Сагалюк (ІФ)    | Денис Биков (Пл)       | Андрій Власов (Квм)       |
| 92 кг      | Денис Сагалюк (ІФ)    | Денис Биков (Пл)       | Мраз Джафарян (Хрк)       |
| 97 кг      | Магомед Закарієв (Од) | Муразі Мчелідзе (Днп)  | Віктор Антипенко (Мк)     |
| 97 кг      | Магомед Закарієв (Од) | Муразі Мчелідзе (Днп)  | Іван Примаченко (Пл)      |
| 125 кг     | Данило Картавий (Хрк) | Юрій Ідзінський (Лв)   | Олег Іванов (Зп)          |
| 125 кг     | Данило Картавий (Хрк) | Юрій Ідзінський (Лв)   | Ісмаіл Бунятов (Днп)      |

### Рейтинг чоловічих команд
| Місце | Область                   | Вагова категорія | Вагова категорія | Вагова категорія | Вагова категорія | Вагова категорія | Вагова категорія | Вагова категорія | Вагова категорія | Вагова категорія | Вагова категорія | Загалом |
| Місце | Область                   | 57 кг            | 61 кг            | 65 кг            | 70 кг            | 74 кг            | 79 кг            | 86 кг            | 92 кг            | 97 кг            | 125 кг           | Загалом |
| ----- | ------------------------- | ---------------- | ---------------- | ---------------- | ---------------- | ---------------- | ---------------- | ---------------- | ---------------- | ---------------- | ---------------- | ------- |
| 1     | Київ                      | 18               | 24               | —                | 12               | 17               | 2                | 15               | 11               | —                | —                | 99      |
| 2     | Одеська область           | 14               | 15               | —                | 8                | 14               | 17               | 9                | 1                | 16               | —                | 94      |
| 3     | Харківська область        | 12               | 3                | 12               | —                | —                | 8                | 10               | 8                | —                | 12               | 65      |
| 4     | Київська область          | 6                | 2                | 1                | 18               | 14               | —                | —                | 6                | —                | —                | 47      |
| 5     | Полтавська область        | —                | —                | 8                | —                | 9                | —                | 8                | 9                | 8                | —                | 42      |
| 6     | Херсонська область        | —                | —                | 10               | 13               | —                | 3                | —                | —                | —                | 6                | 32      |
| 7     | Дніпропетровська область  | —                | —                | —                | —                | —                | 6                | —                | 4                | 9                | 8                | 27      |
| 8     | Івано-Франківська область | —                | —                | 15               | —                | —                | —                | —                | 10               | —                | 1                | 26      |
| 9     | Хмельницька область       | —                | —                | —                | 1                | 1                | 9                | 12               | 2                | —                | —                | 25      |
| 10    | Житомирська область       | —                | 1                | 9                | —                | —                | —                | —                | —                | 6                | 4                | 20      |
| 11    | Донецька область          | 1                | 4                | —                | —                | —                | 8                | 3                | —                | —                | 3                | 19      |
| 12    | Чернівецька область       | —                | 8                | —                | 2                | —                | —                | —                | —                | —                | 6                | 16      |
| 13    | Миколаївська область      | —                | —                | —                | —                | —                | —                | —                | 6                | 8                | —                | 14      |
| 14    | Львівська область         | 2                | —                | —                | —                | —                | —                | —                | —                | —                | 9                | 11      |
| 15    | Сумська область           | 4                | —                | —                | —                | 2                | 4                | —                | —                | —                | —                | 10      |
| 16    | Запорізька область        | —                | —                | —                | —                | —                | —                | —                | —                | —                | 8                | 8       |
| 17    | Рівненська область        | —                | —                | —                | 3                | —                | —                | —                | —                | —                | —                | 3       |
| 18    | Тернопільська область     | —                | —                | 2                | —                | —                | —                | —                | —                | —                | —                | 2       |
| 19    | Луганська область         | —                | —                | —                | —                | —                | —                | —                | —                | —                | —                | —       |

### Жіноча боротьба
| Дисципліна | Золото                   | Срібло                    | Бронза                     |
| ---------- | ------------------------ | ------------------------- | -------------------------- |
| 50 кг      | Тетяна Профатілова (Днц) | Яна Сорока (Лв)           | Анна Войтова (Хм)          |
| 50 кг      | Тетяна Профатілова (Днц) | Яна Сорока (Лв)           | Діана Лаць (Вл)            |
| 53 кг      | Христина Береза (ІФ)     | Наталія Клівчуцька (Хрс)  | Лілія Горішна (Вл)         |
| 53 кг      | Христина Береза (ІФ)     | Наталія Клівчуцька (Хрс)  | Лілія Маланчук (Кв)        |
| 55 кг      | Олександра Хоминець (Лв) | Анастасія Кравченко (Днп) | Альбіна Рілля (Хрк)        |
| 55 кг      | Олександра Хоминець (Лв) | Анастасія Кравченко (Днп) | Олександра Федоренко (Днц) |
| 57 кг      | Аліна Грушина (Кв)       | Аміна Пономарьова (Кв)    | Вікторія Коляденко (Жт)    |
| 59 кг      | Соломія Винник (Чрв)     | Юлія Пахнюк (ІФ)          | Лоліта Волошина (Днц)      |
| 59 кг      | Соломія Винник (Чрв)     | Юлія Пахнюк (ІФ)          | Юлія Лісовська (Хрс)       |
| 62 кг      | Ілона Прокоревнюк (Днп)  | Антоніна Кулагіна (Хрс)   | Юлія Лесковець (Кв)        |
| 62 кг      | Ілона Прокоревнюк (Днп)  | Антоніна Кулагіна (Хрс)   | Катерина Зелених (Днц)     |
| 65 кг      | Тетяна Ріжко (Хрс)       | Галина Олексіївська (Днц) | Анна Поштар (Кв)           |
| 65 кг      | Тетяна Ріжко (Хрс)       | Галина Олексіївська (Днц) | Оксана Кухта (Зк)          |
| 68 кг      | Алла Белінська (Хрс)     | Анастасія Лавренчук (Жт)  | Оксана Чудик (Лв)          |
| 68 кг      | Алла Белінська (Хрс)     | Анастасія Лавренчук (Жт)  | Євгенія Сєдих (Днц)        |
| 72 кг      | Анастасія Алпєєва (Вл)   | Ірина Заблоцька (ІФ)      | Дарина Варемчук (Вл)       |
| 72 кг      | Анастасія Алпєєва (Вл)   | Ірина Заблоцька (ІФ)      | Вероніка Загладько (Жт)    |
| 75 кг      | Анастасія Осняч (Днп)    | Романа Вовчак (Днп)       | Інна Бугай (Рв)            |
| 75 кг      | Анастасія Осняч (Днп)    | Романа Вовчак (Днп)       | Людмила Павловець (Рв)     |

### Рейтинг жіночих команд
| Місце | Область                   | Вагова категорія | Вагова категорія | Вагова категорія | Вагова категорія | Вагова категорія | Вагова категорія | Вагова категорія | Вагова категорія | Вагова категорія | Вагова категорія | Загалом |
| Місце | Область                   | 50 кг            | 53 кг            | 55 кг            | 57 кг            | 59 кг            | 62 кг            | 65 кг            | 68 кг            | 72 кг            | 75 кг            | Загалом |
| ----- | ------------------------- | ---------------- | ---------------- | ---------------- | ---------------- | ---------------- | ---------------- | ---------------- | ---------------- | ---------------- | ---------------- | ------- |
| 1     | Донецька область          | 25               | —                | 15               | 9                | 15               | 15               | 20               | 15               | —                | 8                | 122     |
| 2     | Херсонська область        | —                | 20               | —                | —                | 15               | 20               | 25               | 25               | —                | 6                | 111     |
| 3     | Івано-Франківська область | 10               | 25               | —                | 12               | 20               | —                | —                | —                | 20               | —                | 87      |
| 4     | Дніпропетровська область  | —                | —                | 20               | —                | —                | 25               | 6                | 8                | —                | 25               | 84      |
| 5     | Київська область          | —                | 15               | 10               | 25               | —                | 15               | 15               | 2                | —                | —                | 82      |
| 6     | Волинська область         | 20               | 15               | —                | —                | —                | 10               | —                | —                | 25               | 4                | 74      |
| 7     | Житомирська область       | 8                | 6                | —                | 15               | 8                | 2                | —                | 20               | 15               | —                | 74      |
| 8     | Львівська область         | 20               | —                | 25               | —                | —                | —                | 2                | 15               | —                | 10               | 72      |
| 9     | Харківська область        | —                | —                | 15               | 10               | —                | —                | 10               | 10               | —                | —                | 45      |
| 10    | Хмельницька область       | 15               | —                | —                | —                | 6                | 4                | —                | 4                | —                | 10               | 39      |
| 11    | Чернівецька область       | —                | 8                | —                | —                | 25               | —                | —                | —                | —                | —                | 33      |
| 12    | Київ                      | —                | —                | 10               | —                | —                | —                | 10               | —                | 10               | —                | 30      |
| 13    | Вінницька область         | 10               | —                | —                | —                | —                | —                | —                | 6                | 10               | —                | 26      |
| 14    | Закарпатська область      | —                | —                | —                | —                | 10               | —                | 15               | —                | —                | —                | 25      |
| 15    | Рівненська область        | —                | —                | —                | —                | —                | 6                | 4                | —                | —                | 15               | 25      |
| 16    | Запорізька область        | —                | —                | —                | —                | —                | 8                | —                | —                | —                | —                | 8       |